# Barič
Barič (v srbské cyrilici Барич) je obec v Srbsku, administrativně součást opštiny Obrenovac. Obec se rozkládá na pravém břehu řeky Sávy, východně od města Obrenovac, na hlavním silničním tahu (bývalé Ibarské magistrále) z Bělehradu přes Obrenovac dále na jih. Západně od obce vede dálnice A2.
V roce 2011 zde žilo 6918 obyvatel. Vzhledem k blízkosti sídla srbské metropoli a procesu suburbanizace dochází od poloviny 20. století k dramatickému nárůstu počtu obyvatel Bariče, který se změnil z vesnice s téměř tisícovkou obyvatel na satelitní město. Výstavba v podobě rodinných domů se začala zrychlovat od 70. let 20. století. Do té doby byla obec známá především díky místním vinohradům.
V obci se nachází kostel přesvaté Bohorodice, vybudovaný roku 1874, který je památkově chráněn.